# ハカタシダ
ハカタシダ（博多羊歯、学名：Arachniodes simplicior）は、主に秋田県以南の地域に分布するオシダ科カナワラビ属の植物。名に「博多」と付くが博多は代表的な産地ではなく、葉に黄緑色の斑の出るものがよく見られ、博多帯のイメージに似ることから名がついたとするものが多い。観賞用に栽培されることがある。

## 特徴
常緑性のシダ植物。根茎は短くて硬く、横に伸びるか斜めに立つ。根茎と葉柄の基部には鱗片をつける。鱗片は線状披針形で長さ2-8mm、幅1mmに満たず、褐色で縁に毛がある。葉柄は長さ25-45cmになり、淡い藁色で、その基部は太くなって鱗片をやや密生する。
葉身は2回羽状複葉で、全形としては卵状長楕円形で長さ30-40cm、幅15-35cm。側羽片は下方の3-5対ははっきりと発達するが、そこから上では羽片は急に短くなって、側羽片に似た形の頂羽片を構成する。個々の羽片は柄があって線状披針形、基部が一番幅広くて先端に向かって次第に細くなる。また最下の羽片ではその基部根元側の小羽片が小さな羽片のように発達する。
小羽片の先端は硬くとがって、縁には浅い鋸歯が出る。葉の表は緑色で、株によっては羽軸に沿って白っぽい斑が出る。胞子嚢群は小羽片の中肋と縁の中間の位置に出て、胞膜は円腎形で縁は滑らかか多少波打つ。
ハカタシダという名は葉に斑の入るものを指すもので、斑の入らないものは「ミドリハカタシダ」と呼ばれ区別されていた。しかし現在ではハカタシダがこの種の標準和名とされており、従って緑色でもこの名で呼ぶ。ハカタシダの名は、斑入りのものの模様が博多帯のイメージに似ることから付いた。ただし葉が硬いので葉硬シダとの説もある。光田(1986)は本種と同様に葉に白い斑が入るマツザカシダとの対比（松坂シダ）や硬葉シダでないことから博多シダの説を支持する旨を述べている。池畑(2006)によれば、学名の A. simplicior は側羽片が3対ほどしかなく項羽片がはっきりしている判りやすい形状からつけられたものであると推測されている。

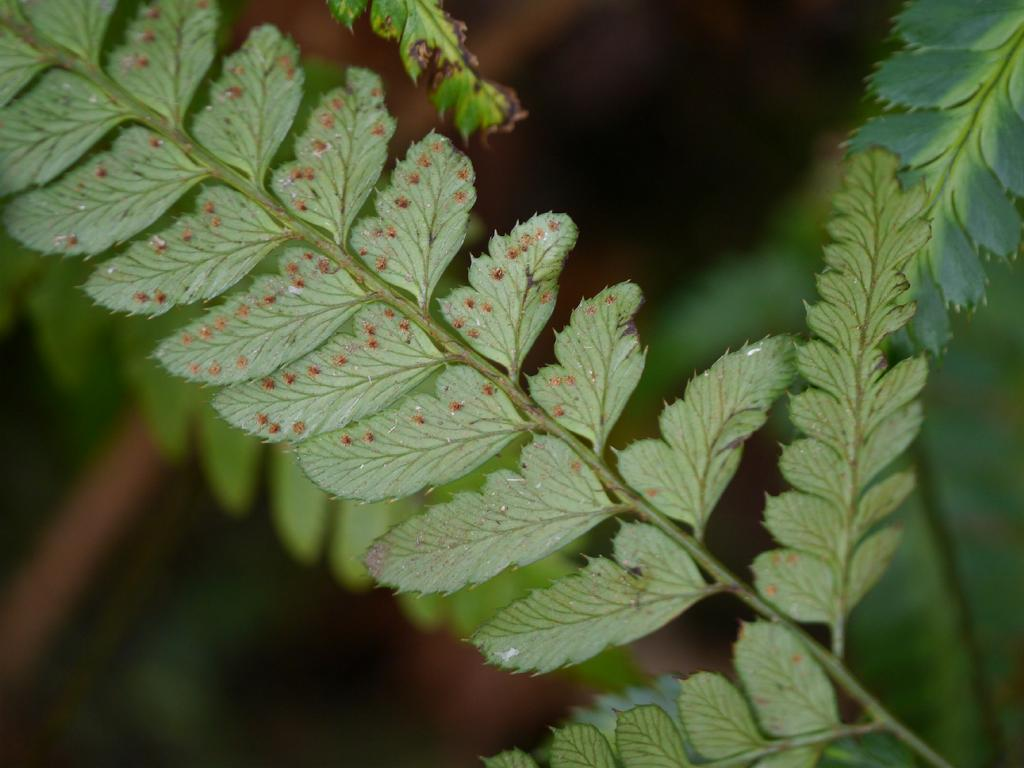
葉裏の様子
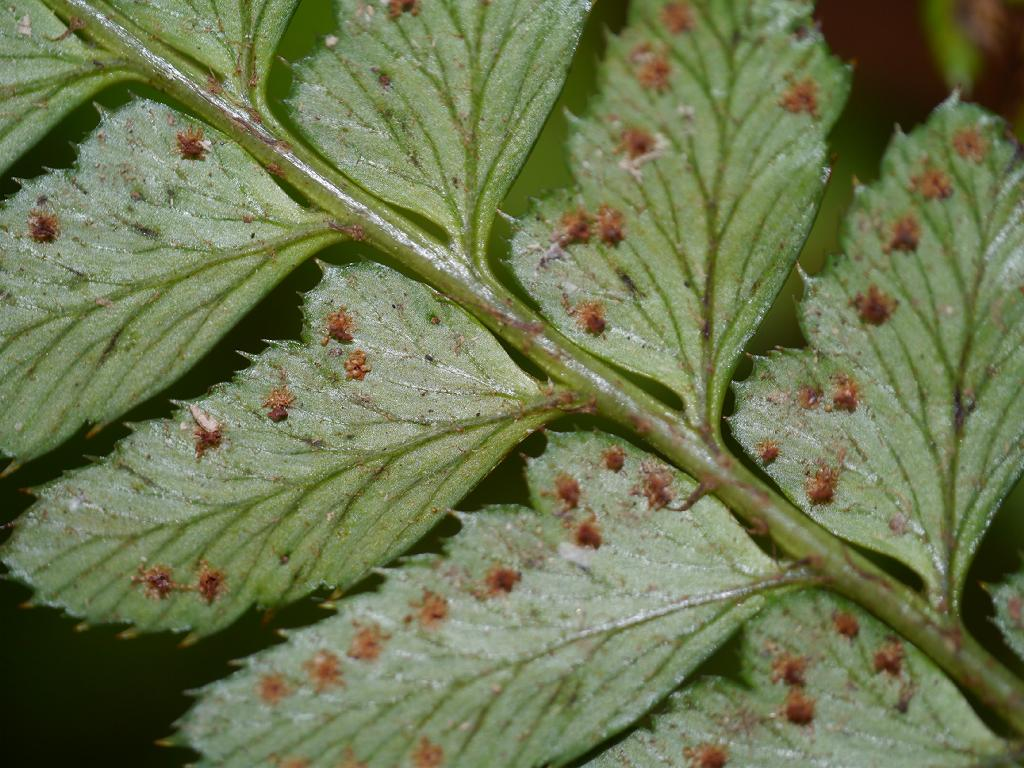
小羽片の裏面

## 分布と生育環境
本州の新潟県と福島県南部より西から四国、九州に分布するが、九州の最南部にはない。国外では中国から知られている。
低山地のやや乾燥した森林で崖下や林床に生える。普通は群生しない。

## 類似種等
カナワラビ属には多くの種があり、それらの雑種もあって区別が難しい。その中で本種は2回羽状複葉で側羽片が3-5対と少ないこと、頂羽片がはっきりしていること、最下の羽片の基部の下側小羽片が発達すること、胞子嚢群が中肋と縁の中間に生じることなどで区別される。
種内変異としてはオニカナワラビ var. major がある。側羽片の数がより多く、頂羽片の纏まりがはっきりしない。本種より多く、本州の新潟県から関東以西、四国、九州に見られる。
また本種に関わる雑種としては基本変種とホソバカナワラビの雑種はホソバハカタシダ A. ×respiciens と言い、本州の千葉県以西、四国、九州に知られる。また変種オニカナワラビとホソバカナワラビの雑種をシモダカナワラビ A. ×sasamotoi と言い、本州の関東以西から四国、九州に知られる。

## 利用
斑入りのものは葉が美しいので観賞用に栽培される。
またホソバハカタシダは頂羽片が長くその姿が優美に見える。